# Walter Brennan
Walter Brennan (født 25. juli 1894 i Swampscott, Massachusetts, USA, død 21. september 1974 i Oxnard, Californien) var en amerikansk filmskuespiller.
Han har medvirket i over hundrede film, hvor de fleste er westernfilm. Han vandt tre Oscars i klassen for bedste mandlige birolle. Han vandt sine tre birolle-Oscars for Come and Get It (Mands vilje, 1936), Kentucky (1938) og The Westerner (En mand kom til Texas, 1940), og var en farverig westernfigur i Howard Hawks' Red River (1948) og Rio Bravo (1959).
Walter Brennan har fået en stjerne på Hollywood Walk of Fame for sit bidrag indenfor film.